# Ailly-le-Haut-Clocher
Pour les articles homonymes, voir Ailly (homonymie).
Ailly-le-Haut-Clocher est une commune française située dans le département de la Somme en région Hauts-de-France.

## Géographie

### Localisation
Ailly-le-Haut-Clocher est un bourg picard du Ponthieu.
À vol d'oiseau, la commune est située à 7 km au nord de Longpré-les-Corps-Saints, 10 km à l'ouest de Domart-en-Ponthieu, 10 km au nord-ouest de Flixecourt, 12 km au sud-est d'Abbeville et à 30 km au nord-ouest d'Amiens.
Le territoire de la commune est limitrophe de ceux de neuf communes.
Les communes limitrophes sont  Brucamps, Buigny-l'Abbé, Bussus-lès-Yaucourt, Cocquerel, Domqueur, Ergnies, Francières, Long et Villers-sous-Ailly.

### Géologie et relief
Ailly-le-Haut-Clocher est située sur un vaste plateau à 107 m d'altitude. Il n'existe qu'une légère ondulation de terrain vers l'est.

### Hydrographie
La commune est située dans le bassin Artois-Picardie. Elle n'est drainée par aucun cours d'eau.

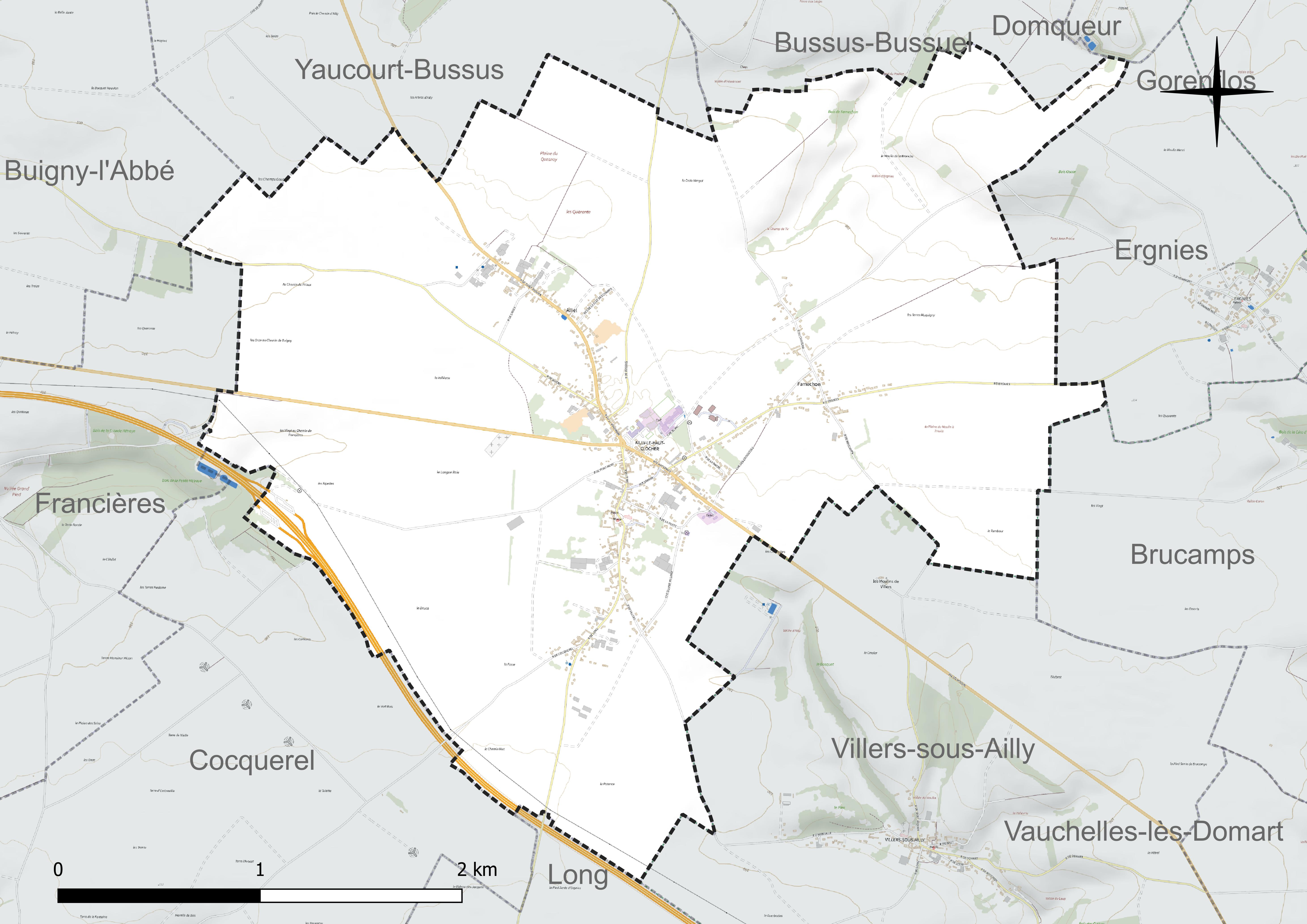
Réseau hydrographique d'Ailly-le-Haut-Clocher.

### Climat
Pour des articles plus généraux, voir Climat des Hauts-de-France et Climat de la Somme.
En 2010, le climat de la commune est de type climat océanique altéré, selon une étude du CNRS s'appuyant sur une série de données couvrant la période 1971-2000. En 2020, Météo-France publie une typologie des climats de la France métropolitaine dans laquelle la commune est exposée à un climat océanique et est dans la région climatique Côtes de la Manche orientale, caractérisée par un faible ensoleillement (1 550 h/an) ; forte humidité de l'air (plus de 20 h/jour avec humidité relative > 80 % en hiver), vents forts fréquents.
Pour la période 1971-2000, la température annuelle moyenne est de 10,2 °C, avec une amplitude thermique annuelle de 13,2 °C. Le cumul annuel moyen de précipitations est de 836 mm, avec 12,1 jours de précipitations en janvier et 9 jours en juillet. Pour la période 1991-2020, la température moyenne annuelle observée sur la station météorologique la plus proche, située sur la commune d'Abbeville à 12 km à vol d'oiseau, est de 11,0 °C et le cumul annuel moyen de précipitations est de 806,2 mm,. Pour l'avenir, les paramètres climatiques de la commune estimés pour 2050 selon différents scénarios d'émission de gaz à effet de serre sont consultables sur un site dédié publié par Météo-France en novembre 2022.

### Milieux naturels et biodiversité
Depuis juillet 2020, la commune fait partie du parc naturel régional de la Baie de Somme Picardie maritime.

## Urbanisme

### Typologie
Au 1er janvier 2024, Ailly-le-Haut-Clocher est catégorisée bourg rural, selon la nouvelle grille communale de densité à sept niveaux définie par l'Insee en 2022.
Elle est située hors unité urbaine. Par ailleurs la commune fait partie de l'aire d'attraction d'Amiens, dont elle est une commune de la couronne,. Cette aire, qui regroupe 369 communes, est catégorisée dans les aires de 200 000 à moins de 700 000 habitants,. La localité fait partie également de  la zone d'emploi ainsi que dans le bassin de vie d'Abbeville.

### Occupation des sols

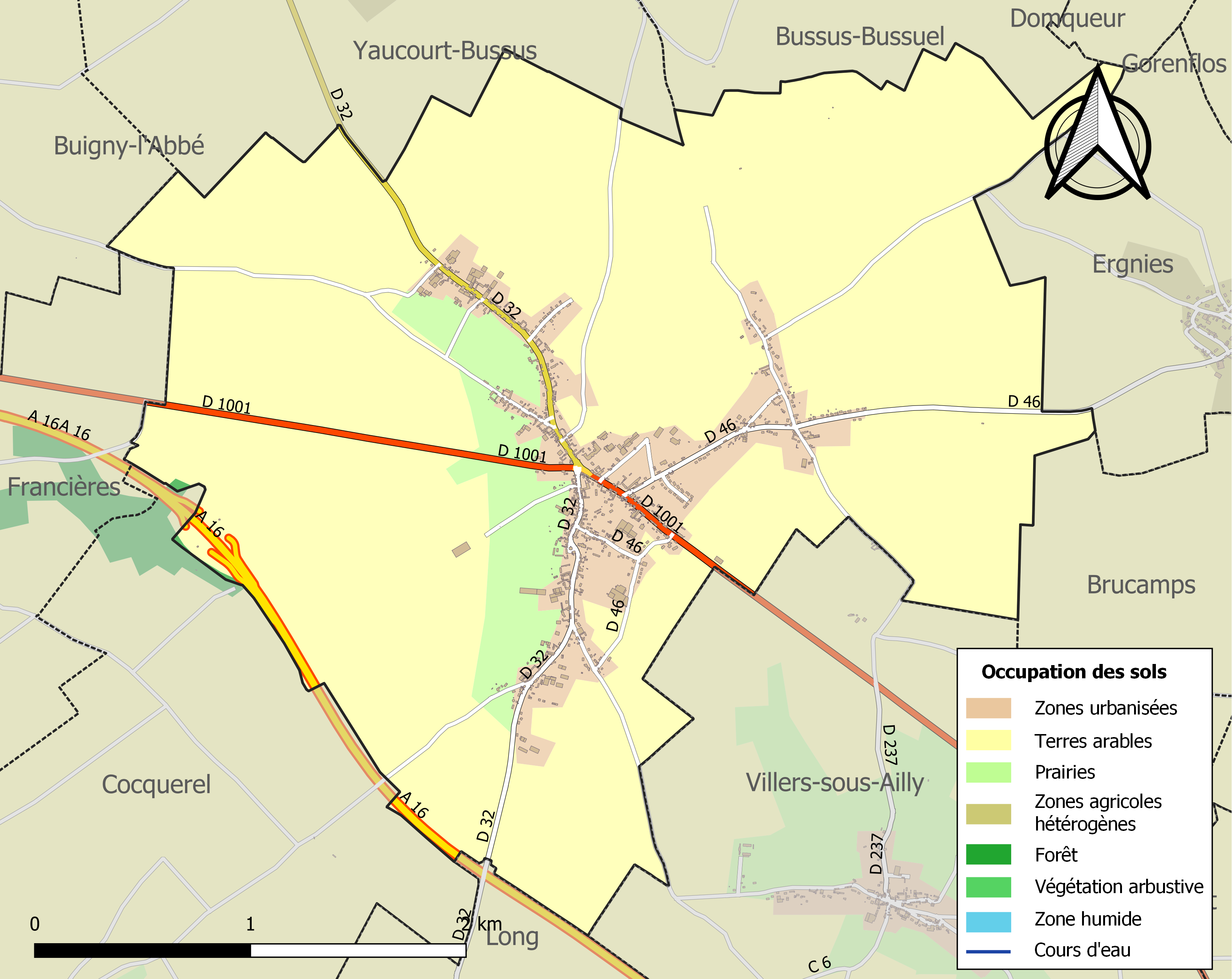
Carte des infrastructures et de l'occupation des sols de la commune en 2018 (CLC).

L'occupation des sols de la commune, telle qu'elle ressort de la base de données européenne d'occupation biophysique des sols Corine Land Cover (CLC), est marquée par l'importance des territoires agricoles (89,9 % en 2018), en diminution par rapport à 1990 (92,8 %). La répartition détaillée en 2018 est la suivante : 
terres arables (84,3 %), zones urbanisées (10 %), prairies (5,6 %), forêts (0,1 %). L'évolution de l'occupation des sols de la commune et de ses infrastructures peut être observée sur les différentes représentations cartographiques du territoire : la carte de Cassini (XVIIIe siècle), la carte d'état-major (1820-1866) et les cartes ou photos aériennes de l'IGN pour la période actuelle (1950 à aujourd'hui).

### Lieux-dits, hameaux et écarts
Trois quartiers composent la commune : Ailly (le « centre »), Famechon et Alliel, autrefois considérés comme des hameaux.
Dans les années 1940, Alliel est encore écrit « Ailliel ».

### Habitat et logement
En 2021, le nombre total de logements dans la commune était de 459, alors qu'il était de 438 en 2016 et de 404 en 2011.
Parmi ces logements, 90,4 % étaient des résidences principales, 3,8 % des résidences secondaires et 5,8 % des logements vacants. Ces logements étaient pour 97,3 % d'entre eux des maisons individuelles et pour 2,7 % des appartements.
Le tableau ci-dessous présente la typologie des logements à Ailly-le-Haut-Clocher en 2021 en comparaison avec celle de la Somme et de la France entière. Une caractéristique marquante du parc de logements est ainsi la faible proportion des résidences secondaires et logements occasionnels (3,8 %) par rapport au département (8,4 %) et à la France entière (9,7 %).
| Typologie                                               | Ailly-le-Haut-Clocher | Somme | France entière |
| ------------------------------------------------------- | --------------------- | ----- | -------------- |
| Résidences principales (en %)                           | 90,4                  | 83,1  | 82,2           |
| Résidences secondaires et logements occasionnels (en %) | 3,8                   | 8,4   | 9,7            |
| Logements vacants (en %)                                | 5,8                   | 8,5   | 8,1            |

### Voies de communication et transports
L'ancienne Route nationale 1, devenue route départementale 1001, traverse l'agglomération. L'autoroute A16 longe la limite communale au nord.
En 2019, la localité est desservie par les lignes de bus du réseau Trans'80 (axe Abbeville - Flixecourt - Amiens, ligne no 17), chaque jour de la semaine, sauf le dimanche et les jours fériés.

## Toponymie
Le nom de la localité est attesté sous sa forme latine Asliacum, Alliacum en 814, Alliacus, Aliacus, Alli et dérive de l'anthroponyme romain Allius[réf. nécessaire].
Le toponyme Ailly vient de la ferme d'« Alius », ferme gallo-romaine qui se trouvait au niveau du cimetière actuel, sur la route nationale et dont on voit des traces sur les photos aériennes. Fut ajoutée au nom de la localité la mention d'un haut clocher, à cause de la caractéristique d'autrefois de la flèche de l'église qui servit d'observatoire aux académiciens chargés de dresser la carte de France de Cassini en 1760[réf. nécessaire].
Certains habitants disent encore Ailly-Clotcher en picard.

## Histoire

### Préhistoire - Antiquité
Ailly est d'origine ancienne. Des haches de pierre, des cercueils de pierre contenant des squelettes et des médailles, trouvés entre Ailly et Famechon, au lieudit les Trois Villes font croire à l'existence en cet endroit d'un cimetière gallo-romain.
Une hache en bronze est également découverte en 1888.

### Moyen Âge
En 831, Ailly appartient à l'abbaye de Saint-Riquier. Quatre fiefs se créèrent à Ailly : un tenu par Nicolas Deroussen, un autre par Jean Maye, un troisième tenu par J. Belleborgue et aussi un par François de Bacouel. Le fief de Famechon était tenu par Bernard et celui d'Alliel par J. Fuzelier[réf. nécessaire].

### Temps modernes
En 1546, l'église d'Ailly est incendiée par des scélérats : 130 habitants qui s'y étaient réfugiés périrent. Le chef des incendiaires fut brûlé à Abbeville le 16 juillet 1546.
En 1556, est construite la flèche d'Ailly par François Glassant, charpentier.
En 1590, le hameau de Famechon abrite une garnison de ligueurs.
En 1615, Ailly est ravagée par les troupes du maréchal d'Ancre (qui meurt assassiné le 25 avril 1617).
En 1639, Ailly est pillée par les troupes françaises du maréchal de la Meilleraye.
En 1651, a lieu un combat avec les cavaliers du fisc d'Abbeville, qui sont battus.

### Époque contemporaine
La commune, instituée par la Révolution française, absorbe entre 1790 et 1793 celles de d'Ailhel et de  Famechon.
En septembre 1849, Victor Hugo est de passage dans le bourg. Il y signale « peu de choléra ». Sur la route principale, la commune possède alors encore son relais de poste qui donne beaucoup d'animation dans la localité. Cette activité perdure pendant environ 200 ans, gérée par la famille Deroussen.
La « boutonnerie » de la famille Sabras, atelier de fabrication de boutons de nacre, emploie jusqu'à une quarantaine de personnes pendant une période à cheval sur les XIXe et XXe siècles. Une rue Sabras existe encore en face de l'entrée des anciens locaux qui ont été le siège de la communauté de communes du Haut-Clocher.
La commune est ravagée par la grêle en 1885.
À la fin de la Seconde Guerre mondiale, en 1944, la commune est bombardée par les alliés, bombardements visant la base de V1 située à Alliel, en périphérie du village.

## Politique et administration

### Rattachements administratifs et électoraux

#### Rattachements administratifs
La commune se trouve  dans l'arrondissement d'Abbeville du département de la Somme.
Elle était depuis 1793  le chef-lieu du canton d'Ailly-le-Haut-Clocher. Dans le cadre du redécoupage cantonal de 2014 en France, cette circonscription administrative territoriale a disparu, et le canton n'est plus qu'une circonscription électorale.

#### Rattachements électoraux
Pour les élections départementales, la commune fait partie depuis 2014 du canton de Rue
Pour l'élection des députés, elle fait partie de la première circonscription de la Somme.

### Intercommunalité
Ailly-le-Haut-Clocher était le siège de la communauté de communes du Haut-Clocher, un établissement public de coopération intercommunale (EPCI) à fiscalité propre créé fin 1999 et auquel la commune avait transféré un certain nombre de ses compétences, dans les conditions déterminées par le code général des collectivités territoriales.
Dans le cadre des dispositions de la loi portant nouvelle organisation territoriale de la République du 7 août 2015, qui prévoit que les établissements publics de coopération intercommunale (EPCI) à fiscalité propre doivent avoir un minimum de 15 000 habitants, cette intercommunalité a fusionné avec  ses voisines pour former, le 1er janvier 2017, la communauté de communes Ponthieu-Marquenterre dont est désormais membre la commune.

### Liste des maires
| Période                                  | Période                        | Identité         | Étiquette             | Qualité |
| ---------------------------------------- | ------------------------------ | ---------------- | --------------------- | --- |
| Les données manquantes sont à compléter. |                                |                  |                       | |
|                                          |                                | Albert Bilhaut   | Républicain de gauche | agriculteur, marchand de charbon, président du syndicat d'électrification d'Ailly-le-Haut-Clocher, conseiller d'arrondissement d'Abbeville, canton d'Ailly-le-Haut-Clocher de 1919 à 1937 |
|                                          |                                | Mortier          |                       | Maire d'Ailly durant la Seconde Guerre mondiale. |
|                                          |                                | Angilbert Berthe |                       | agriculteur |
| mars 1971                                | 1995                           | Alain Jacques    |                       | médecin généraliste, conseiller général d'Ailly-le-Haut-Clocher de 1967 à 1998 |
| 1995                                     | 2001                           | Arnaud Dubois    |                       | médecin généraliste |
| mars 2001                                | novembre 2024                  | Antoine Berthe   |                       | agriculteur Vice-président de la CC Ponthieu-Marquenterre (2017 → ) Démissionnaire |
| décembre 2024,                           | En cours (au 18 décembre 2024) | Bruno Balesdent  |                       | |

### Jumelages
Fexhe-le-Haut-Clocher (Belgique)

## Équipements et services publics

### Enseignement

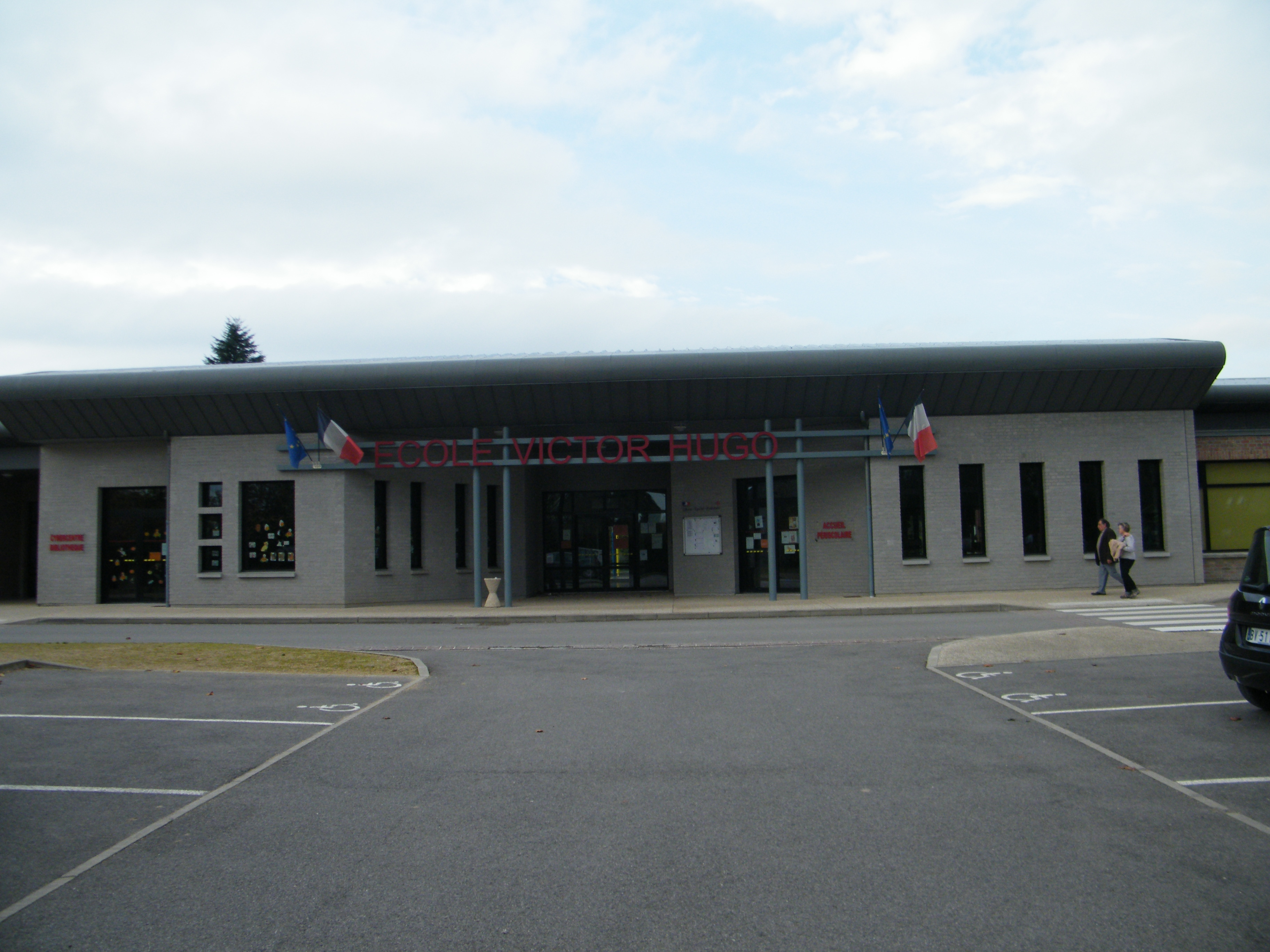
Cybercentre et école intercommunale Victor-Hugo.

Le bourg dispose d'une école intercommunale et du collège Alain Jacques. Ces établissements sont classés en zone B pour les vacances scolaires et dépendent de l'Académie d'Amiens.
L'école intercommunale Victor Hugo , siège d'un regroupement pédagogique concentré, a été mise en place à Ailly-le-Haut-Clocher en 2009. Elle scolarise 303 élèves du primaire au cours de l'année scolaire 2014-2015 et regroupe des écoliers d'Ailly-le-Haut-Clocher, Brucamps, Domqueur, Ergnies, Long, Mouflers, Yaucourt-Bussus.
En 2022-2023, douze communes relèvent du secteur.

## Population et société
Les habitants sont appelés les Aliacois ou les Aliaciens.

### Démographie
L'évolution du nombre d'habitants est connue à travers les recensements de la population effectués dans la commune depuis 1793. Pour les communes de moins de 10 000 habitants, une enquête de recensement portant sur toute la population est réalisée tous les cinq ans, les populations de référence des années intermédiaires étant quant à elles estimées par interpolation ou extrapolation. Pour la commune, le premier recensement exhaustif entrant dans le cadre du nouveau dispositif a été réalisé en 2004.

En 2022, la commune comptait 1 021 habitants, en évolution de +7,36 % par rapport à 2016 (Somme : −1,26 %, France hors Mayotte : +2,11 %).
| 1793 | 1800  | 1806  | 1821  | 1831  | 1836  | 1841  | 1846  | 1851  |
| ---- | ----- | ----- | ----- | ----- | ----- | ----- | ----- | ----- |
| 737  | 1 050 | 1 251 | 1 317 | 1 262 | 1 317 | 1 243 | 1 241 | 1 206 |

| 1856  | 1861  | 1866  | 1872  | 1876  | 1881  | 1886  | 1891 | 1896 |
| ----- | ----- | ----- | ----- | ----- | ----- | ----- | ---- | ---- |
| 1 191 | 1 184 | 1 188 | 1 107 | 1 129 | 1 065 | 1 044 | 989  | 936  |

| 1901 | 1906 | 1911 | 1921 | 1926 | 1931 | 1936 | 1946 | 1954 |
| ---- | ---- | ---- | ---- | ---- | ---- | ---- | ---- | ---- |
| 954  | 938  | 928  | 799  | 762  | 735  | 764  | 688  | 787  |

| 1962 | 1968 | 1975 | 1982 | 1990 | 1999 | 2004 | 2006 | 2009 |
| ---- | ---- | ---- | ---- | ---- | ---- | ---- | ---- | ---- |
| 778  | 757  | 778  | 801  | 809  | 831  | 853  | 863  | 859  |

| 2014 | 2019 | 2022  | - | - | - | - | - | - |
| ---- | ---- | ----- | - | - | - | - | - | - |
| 950  | 997  | 1 021 | - | - | - | - | - | - |

### Sports et loisirs
L'Ascla, association sportive et culturelle d'Ailly, propose quatre activités :
- le renforcement musculaire (aérobic, stretching ...) ;
- la gymnastique douce ;
- le yoga ;
- l'atelier pictural qui réunit les artistes peintres[32].

## Économie
La commune rurale se trouve sur l'axe routier Abbeville/Amiens, ce qui favorise l'emploi hors du territoire communal. Jusque dans les années 1930, l'usine de confection de boutons de nacre Sabras employait les Aliacois.
Désormais, la vie économique s'est réduite à deux producteurs d'endives qui emploient jusqu'à 35 personnes en période de production, l'agriculture, quelques artisans et commerçants.

## Culture locale et patrimoine

### Lieux et monuments
- Église Notre-Dame-de-l'Assomption : 
L'église d'Ailly[33],[34],[35] est classée monument historique, elle date du XIIIe siècle. La flèche de son clocher servit au XVIIIe siècle à des mesures contribuant à l'établissement de la carte de Cassini. Depuis plusieurs années, elle est l'objet d'animations lors des Journées européennes du patrimoine. Un cadran solaire, qui équipait jadis la face sud de l'édifice, est encore un peu visible dans des conditions favorables (lumière rasante de fin de journée ensoleillée).

Patrimoine religieux
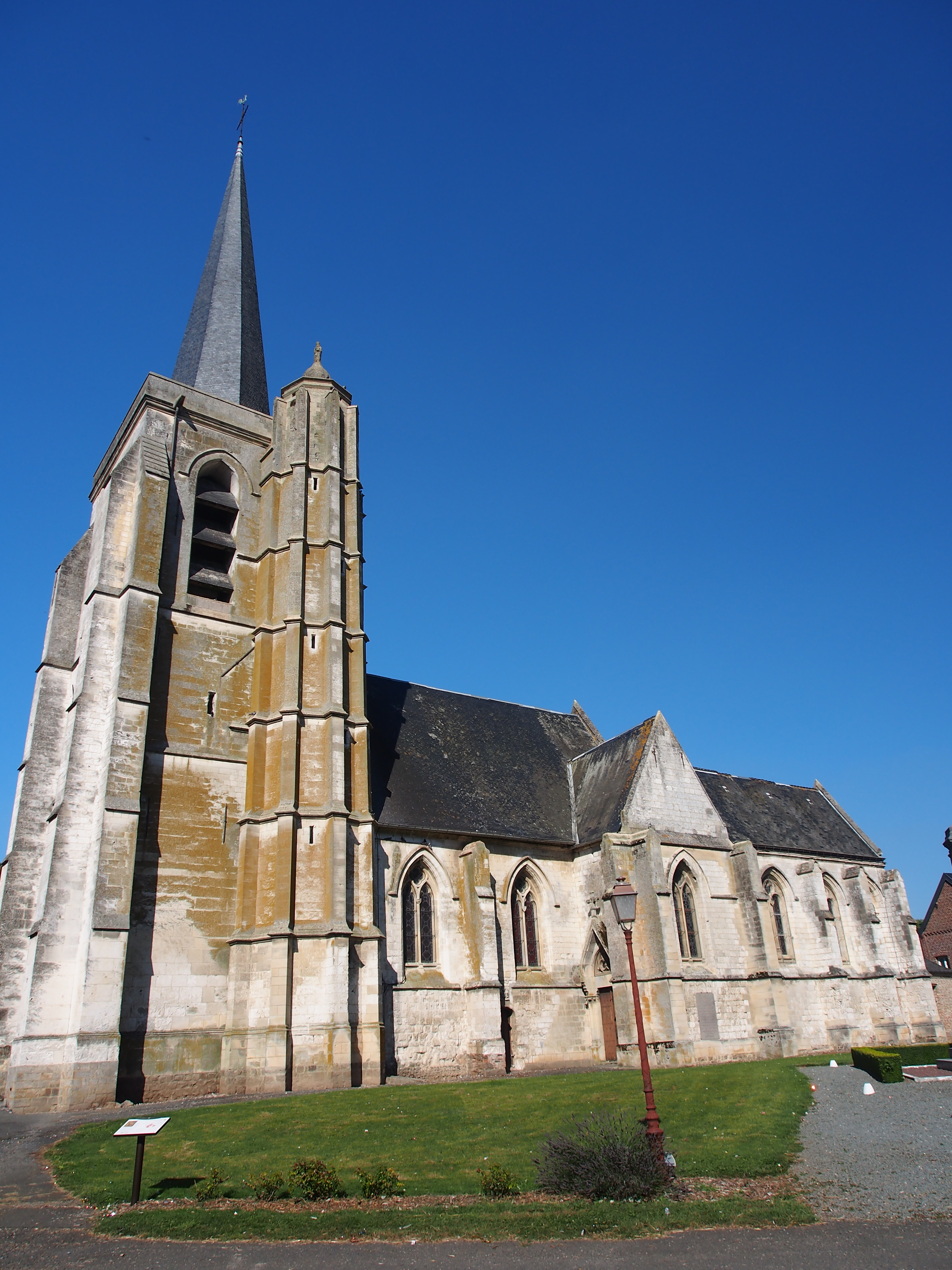
L'église.
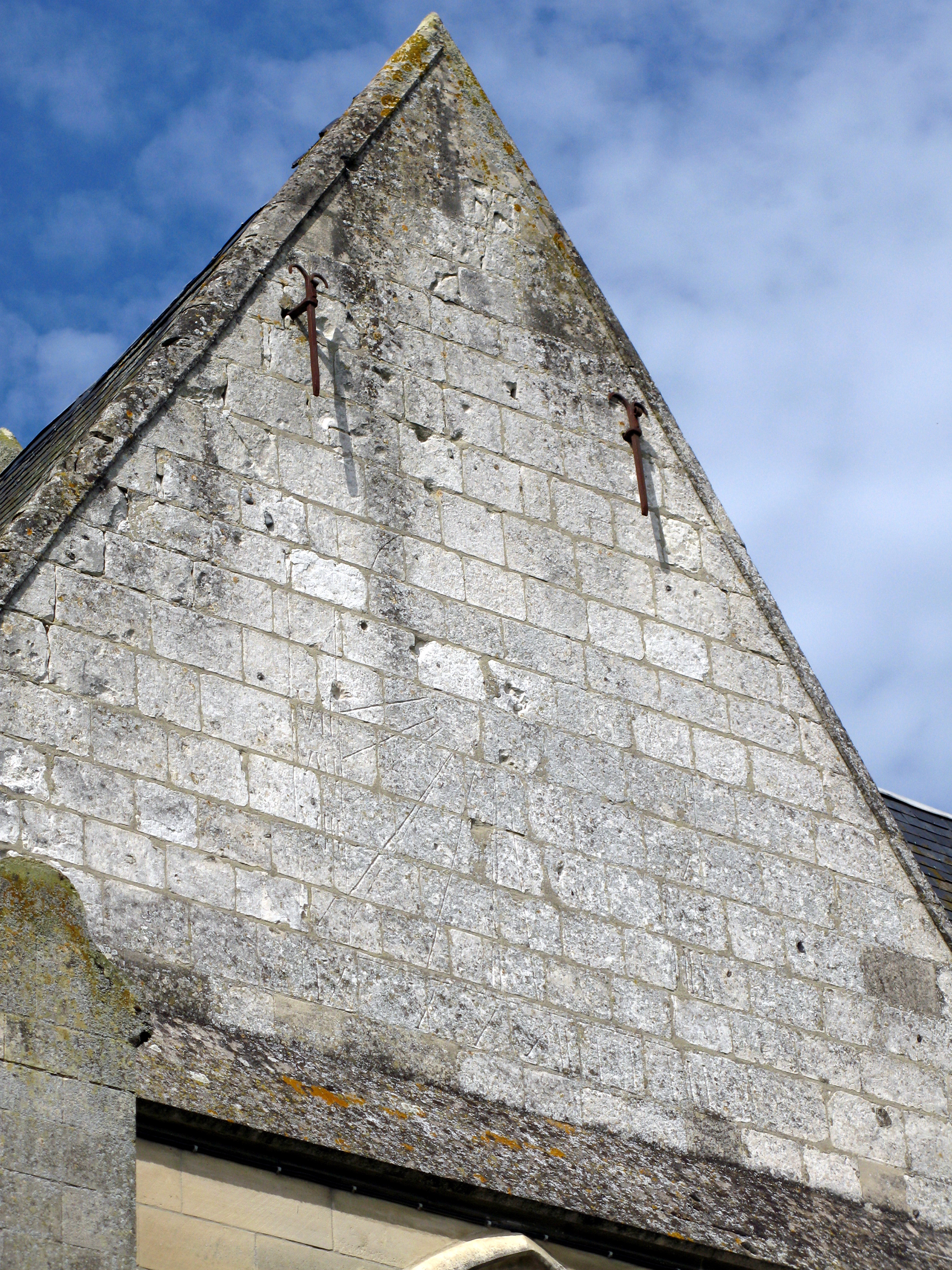
Traces du cadran solaire.
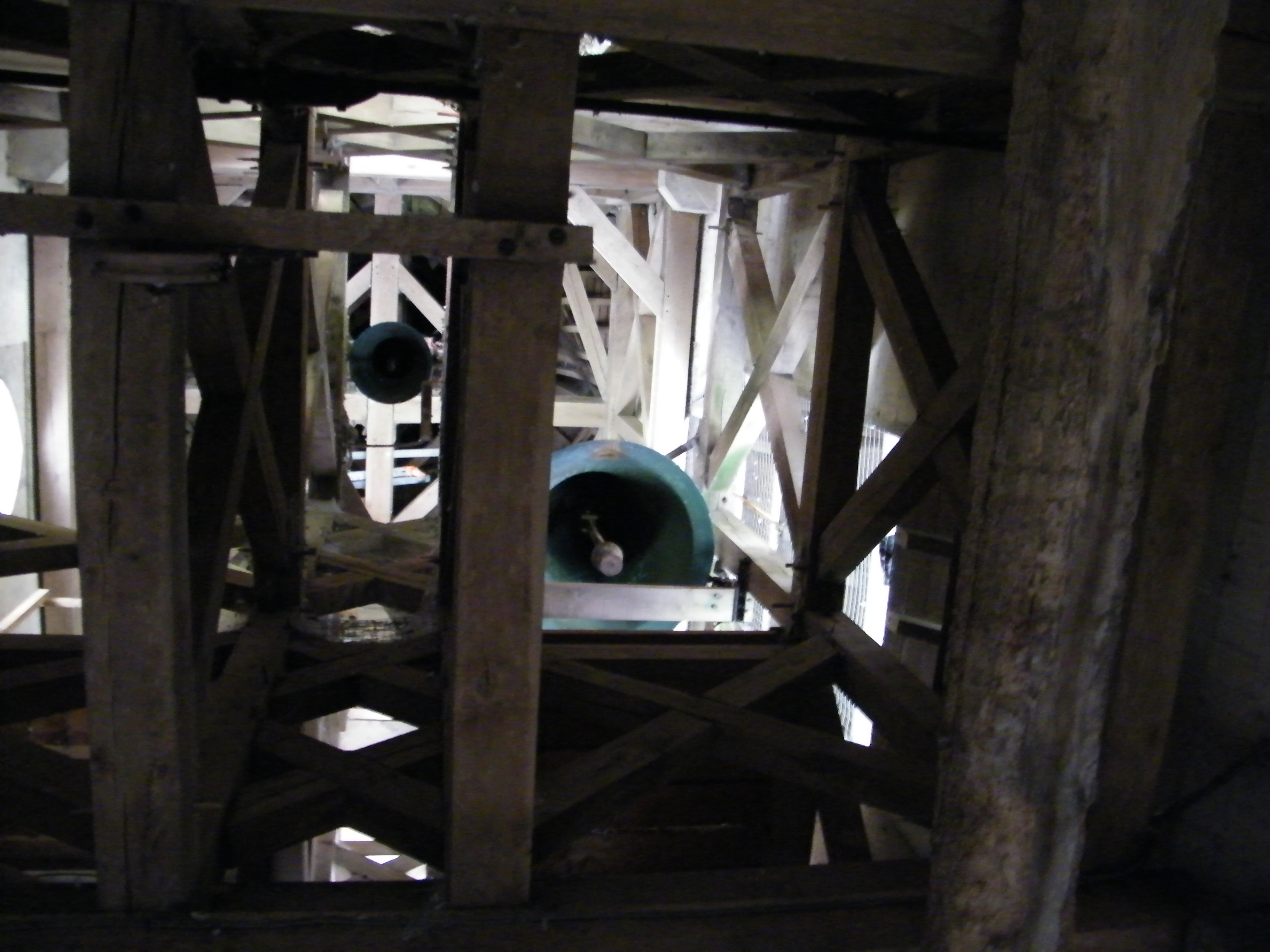
Les deux cloches et la charpente de la tour.
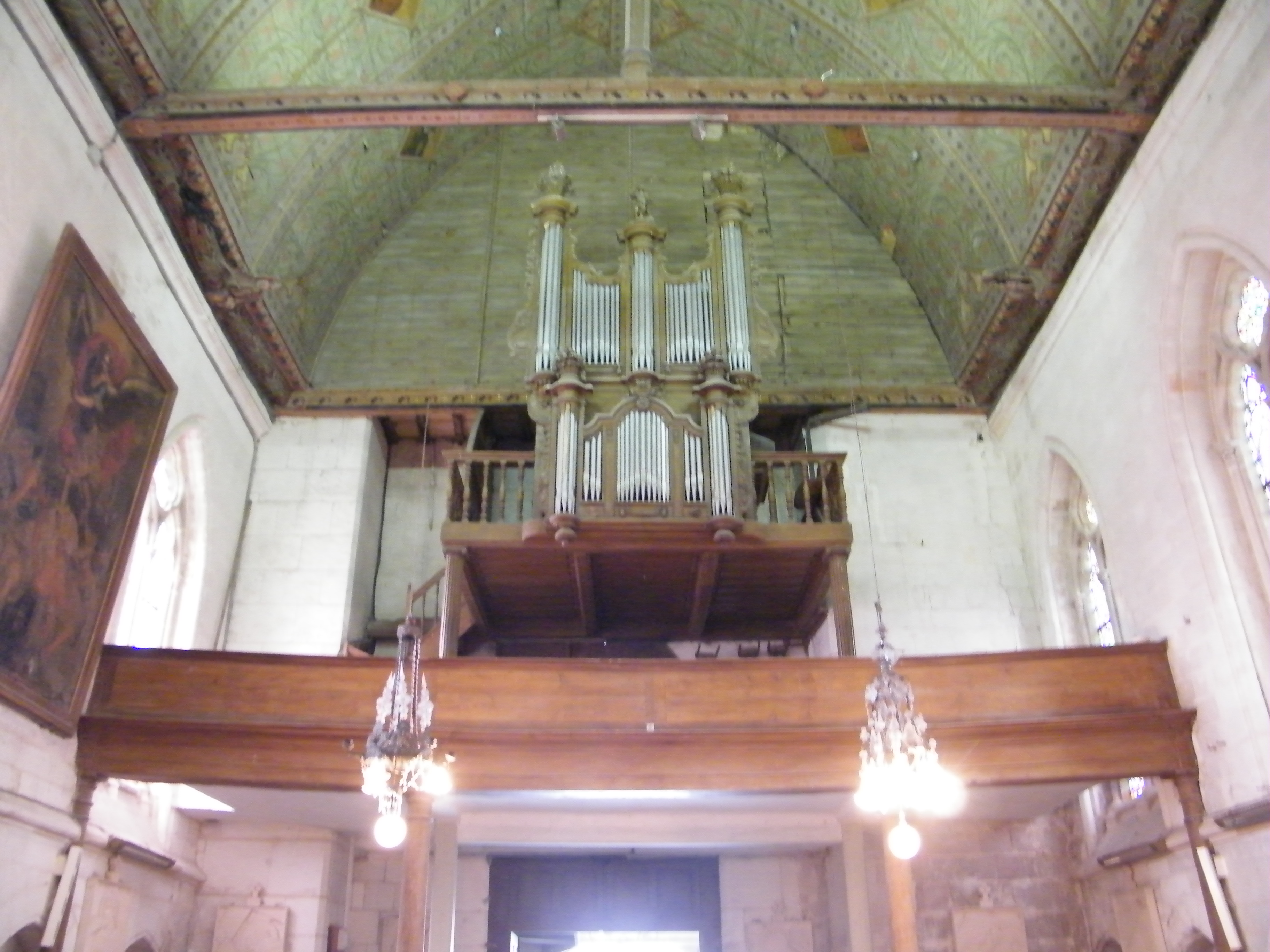
L'orgue de tribune.

- Monument aux morts : 
Il est érigé à côté (flanc sud) de l'église. Les quatre obus qui l'entourent ne laissent dépasser de terre que leur extrémité supérieure, dépourvue de leur ogive[36]

### Personnalités liées à la commune
- Baudoin d'Ailly dit « Beaugeois », (né v. 1355 et mort le 19 novembre 1415), chevalier français de la fin du XIVe et du début du XVe siècle, seigneur de Picquigny, vidame d'Amiens, conseiller et chambellan de Charles VI[réf. nécessaire].

### Héraldique
| Blason de Ailly-le-Haut-Clocher | Blason  | De gueules au chef échiqueté d'argent et d'azur de trois tires, au haut clocher d'argent brochant sur le tout. |
| Blason de Ailly-le-Haut-Clocher | Détails | Ornement extérieur : - Croix de guerre 1939-1945 avec étoile de bronze. Citation à l'ordre du régiment du 11 novembre 1948 : « bourg dont l'attitude a été très courageuse au cours de la guerre 1939-1945. Aux deux cinquièmes détruit, s'est remis avec foi et ardeur au travail. » La commune a adopté ces armoiries le 23 mai 1970. Le chef reprend celui de la famille d'Ailly, seigneur du lieu au XVe siècle. Le clocher représente celui du clocher de la commune datant de 1556. |

## Pour approfondir